# 于良史
于良史（?—?），唐朝官員。唐肃宗在位期间，于良史担任侍御史。唐贞元年间，被徐州节度使张建封聘為從事。于良史在作诗上有所造诣，被评价为“诗体清雅，每多警句。”他曾吟诗自我感叹：“出身三十年，白發衣猶碧。日暮倚朱門，從未汙袍赤。”张建封于是向朝廷上奏，请求为于良史升官。他所作的《春山夜月》一诗中有“掬水月在手，弄花香满衣。”的诗句。《全唐诗》存于良史诗共七首。